# Tadao Onishi
Tadao Onishi (大西 忠生 Onishi Tadao?,  18 de abril de 1943 en Kioto - 29 de junio de 2006 en Kanagawa) fue un futbolista japonés que se desempeñaba como defensa. Al finalizar su carrera, también supo desarrollarse como director técnico en diversos equipos japoneses 
En 1969, Onishi jugó para la selección de fútbol de Japón.

## Trayectoria

### Clubes
| Club              | País  | Año         |
| ----------------- | ----- | ----------- |
| Mitsubishi Motors | Japón | 1967 - 1974 |

### Selección nacional
| Selección | País  | Año  |
| --------- | ----- | ---- |
| Absoluta  | Japón | 1969 |

## Estadística de equipo nacional
| Selección de Japón | Selección de Japón | Selección de Japón |
| Año                | Part.              | Goles              |
| ------------------ | ------------------ | ------------------ |
| 1969               | 1                  | 0                  |
| Total              | 1                  | 0                  |

## Palmarés

### Títulos nacionales
| Título              | Club              | País  | Año  |
| ------------------- | ----------------- | ----- | ---- |
| Japan Soccer League | Mitsubishi Motors | Japón | 1969 |
| Copa del Emperador  | Mitsubishi Motors | Japón | 1971 |
| Japan Soccer League | Mitsubishi Motors | Japón | 1973 |
| Copa del Emperador  | Mitsubishi Motors | Japón | 1973 |